# Johannes Steenfeldt
Johannes Eilert Steenfeldt (31. marts 1799 i Korup ved Odense – 26. december 1861 i København) var en dansk naturhistorisk tegner,
Johannes Steenfeldt var Søn af Sognepræst til Korup og Ubberød i Fyn Peter August Steenfeldt og Cathrine Marie født Dall. Som landkadet blev han tunghør og måtte opgive den militære vej. Han lærte derefter landbrug, men hans interesser koncentrerede sig mere og mere om tegning og maling. Da prins Christian i 1825 tilfældig havde set hans arbejder, skaffede han ham friplads på Kunstakademiet og ansatte ham som tegner ved sit naturhistoriske kabinet. De afbildninger, Steenfeldt her leverede af konkylier, var af en enestående finhed og nøjagtighed, men værket, hvortil de vare bestemte, udkom aldrig. Ved Christian 8.’s Død fik han sin Afsked, da Frederik 7. ikke havde arvet faderens interesse for naturvidenskaberne, men erholdt dog en årlig understøttelse. En ildebrand, som hjemsøgte hans bolig 1856, virkede så skadelig på hans helbred, at han år for år hensygnede og døde 26. december 1861. 1832 ægtede han Dorothea Bolette Folsted (1809-1876), datter af ankersmed M.P. Folsted.

## Ekstern henvisning
- Johannes Steenfeldt på Kunstindeks Danmark/Weilbachs Kunstnerleksikon